# Аверьянов, Владимир Николаевич
Влади́мир Никола́евич Аверья́нов (род. 11 сентября 1934) — заслуженный лётчик-испытатель СССР (15 августа 1986), подполковник (1983).

## Биография
Родился 11 сентября 1934 года в посёлке Самойловка (ныне — Саратовской области). С 1936 жил в селе Семёновка ныне Киквидзенского района Волгоградской области. С 1951 работал электромонтёром на заводе в Сталинграде (ныне — Волгоград). В 1953 окончил Сталинградский аэроклуб.
В армии с октября 1953 года. В 1955 году окончил Армавирское военное авиационное училище лётчиков. Служил лётчиком в авиации ПВО. С января 1961 года — в запасе.
В 1961—1963 годах работал пилотом в Гражданском воздушном флоте (в Северо-Кавказском управлении).
В 1965 году окончил Школу лётчиков-испытателей, в 1966 году — Киевский институт инженеров Гражданской авиации.
С мая 1965 года по декабрь 1968 года — лётчик-испытатель Казанского авиазавода. В 1965—1966 годах испытывал серийные реактивные бомбардировщики Ту-16 и Ту-22, в 1966—1968 годах — пассажирские самолёты Ил-62 (вторым пилотом), а также их модификации.
С января 1969 года по сентябрь 1994 года — лётчик-испытатель Саратовского авиазавода. Испытывал серийные пассажирские самолёты Як-40 (в 1969—1981 годах) и Як-42 (в 1978—1994 годах), а также их модификации.
Живёт в городе Саратов.

## Награды и звания
- Заслуженный лётчик-испытатель СССР (15.08.1986)
- медали